# لوید پالون
لوید پالون (انگلیسی: Lloyd Palun؛ زادهٔ ۲۸ نوامبر ۱۹۸۸) بازیکن فوتبال اهل فرانسه است که در پست هافبک و مدافع بازی می‌کند.
از باشگاه‌هایی که در آن بازی کرده‌است می‌توان به باشگاه فوتبال گنگام، باشگاه فوتبال سرکل بروژ، باشگاه فوتبال ستاره سرخ، باشگاه فوتبال نیس و باشگاه فوتبال باستیا اشاره کرد.
وی همچنین در تیم ملی فوتبال گابن بازی کرده‌است.